# 12-й механізований корпус (СРСР)
12-й механізований корпус — оперативно-тактичне військове об'єднання в складі ЗС СРСР початкового періоду Другої Світової війни.

## Історія існування
12-й механізований корпус почав своє формування в Прибалтійському особливому військовому окрузі в лютому 1941 року на базі 4-ї, 10-ї, 13-ї, 22-ї, 27-ї танкових бригад та 2-ї, 5-ї, 8-ї моторизованих кулеметно-артилерійських бригад. До початку німецько-радянської війни формування не було повністю завершене. Кількість особового складу становила 30436 чоловік і якщо укомплектованість рядовим складом була близькою до штатної, в командному складі нижчої і середньої ланки відчувалася нестача кадрів.
У ніч на 19 червня частини корпусу залишили місця постійної дислокації й були висунуті ближче до державного кордону СРСР. Відповідно до плану прикриття державного кордону, 22 червня 1941 року о 9 годині 45 хвилин корпус отримав наказ на завдавання контрудару по військах супротивника, що наступали, проте командування 8-ї армії отримало наказ близько полудня. На цей час 12-й механізований корпус наказом командуючого 8-ю армією був розкиданий на широкому фронті (по фронту — 90 км, у глибину — 50 км). Таким чином, вранці 23 червня корпус не міг завдати одночасного концентрованого удару своїми танковими дивізіями, до того ж 23-тя танкова дивізія на час атаки знаходилась у підпорядкуванні командира 10-го стрілецького корпусу.
Контрудар по військах супротивника, що прорвалися в район Скаудвіле, силами танкових дивізій 23 червня здійснити було неможливо, оскільки 28-ма танкова дивізія запізнилася на 6 годин і прибула з району зосередження до Шяуляя без пального. 23-тя танкова дивізія тільки почала рух з-під Плунге о 13:00 23 червня. Наступ було перенесено, однак і цього разу не вийшло: 28-ма танкова дивізія залишалася без палива, а 23-тя танкова дивізія ще не підійшла. 28-ма танкова дивізія атакувала 1-шу німецьку танкову дивізію тільки до 22:00 23 червня. 23-тя ж дивізія на марші потрапила під удар 61-ї німецької піхотної дивізії і змушена була затриматися. Тільки до 22:00 передові частини дивізії вступили в бій поблизу Лаукува. 202-га моторизована дивізія 23 червня вела бої на підступах до Шяуляю, прикриваючи правий фланг 9-ї окремої винищувально-протитанкової артилерійської бригади.
На світанку 24 червня частини корпусу знову перейшли в наступ на Лаукуву, Упінас, Скаудвіле. До вечора стало зрозуміло, що прорив німецьких військ набагато більший, ніж передбачалося, тому було прийняте рішення про відведення частин 8-ї армії через річку Вента. Однак, командир корпусу не зміг отримати наказ на відхід і вранці 25 червня наказав атакувати супротивника на південний захід від Шяуляя. У той же час 23-тя танкова дивізія, яка отримала наказ на відхід, почала відступати, але за годину годину отримала новий наказ про наступ, що призвело до дезорганізації і дезорієнтації. 28-ма танкова дивізія перейшла в атаку біля містечка Пошилі у напрямку Карленай, Полугує, Ужвентіс, у ході чотиригодинного бою досягла деяких успіхів, але й сама зазнала значних втрат. 23-тя танкова дивізія також була повернута і брала участь у контрударі, також зазнавши великих втрат.
До 26 червня корпус відійшов за річку Вента: при цьому 202-га моторизована дивізія прикривала відхід 11-го стрілецького корпусу, 23-тя танкова — 10-го стрілецького корпусу, 28-ма танкова дивізія відступала на схід за рубіж оборони. У зв'язку з проривом ворожих військ на відкритому правому фланзі армії, з 27 червня 23-тя танкова дивізія отримала наказ на відхід через Єлгаву до Риги, 28-ма танкова дивізія повинна була прикривати відхід основних сил армії. Командування корпусу не володіло обстановкою й штаб корпусу 28 червня був знищений північніше Шяуляя.
З'єднання корпусу відходили на Ригу. 28-й мотострілецький полк, що раніше був направлений з Риги в Лібаву з метою деблокади оточених військ 67-ї стрілецької дивізії, після виконання завдання також відходив до Риги. Після переправи і боїв у Ризі, залишки корпусу зібралися в районі станції Кегумс. На той час втрати корпусу в матеріальній частини становили близько 80%.
29 червня корпус отримав завдання обороняти смугу по річці Західна Двіна завширшки близько 40 кілометрів, маючи при цьому близько 9 тисяч чоловік особового складу, 50 танків і 47 гармат. У район Крустпілса була висунута 202-га моторизована дивізія, на рубіж Коакнес, Плявіняс — 28-ма танкова дивізія. Частина 23-ї танкової дивізії з 30-ма танками перебувала в резерві, в Ерглі, іншою частиною дивізія залишалася в смузі 10-го стрілецького корпусу.
З 30 червня корпус силами 28-ї танкової і 202-ї моторизованої дивізій веде безуспішні бої по ліквідації плацдарму 36-ї моторизованої дивізії поблизу Крустпілса, а також зриває спроби переправитися через річку. Згодом 202-га моторизована дивізія утримує протягом двох діб Гулбене, а потім відходить по маршруту Острів — Порхов — Дно. 45-й танковий полк бере участь у боях за Даугавпілс, спільно з 46-ю танковою дивізією.
На 4 липня корпус налічував всього 50 танків, виходив на схід через Псков, 5 липня надійшов наказ про виведення частин корпусу з боїв, але 7 липня корпус знову було кинуто в бій силами залишків 23-ї танкової дивізії біля переправ через річку Череха південніше Пскова.
До 12 липня залишки корпусу остаточно виведені з боїв, зосередилися в районі відновлення: Верета, Червоні Верстати, Прилуки, Ест'яни.
25 серпня 1941 року управління 12-го механізованого корпусу було офіційно розформоване.

## Бойовий склад
- Управління і штаб корпусу (Єлгава).
- 23-тя танкова дивізія (Лібава).
- 28-ма танкова дивізія (Рига).
- 202-га моторизована дивізія (Радвилішкіс).
- 10-й мотоциклетний полк (Єлгава).
- 47-й окремий моторизованиый інженерний батальйон (Єлгава).
- 380-й окремий батальйон зв'язку (Єлгава).
- 112-та окрема корпусна авіаційна ескадрилья.
- 688-ма польова каса Держбанку.
- 790-та польова поштова станція.

## Командування
- Командир корпусу:
  - Шестопалов Микола Михайлович, генерал-майор (11.03.1941 — 27.06.1941).
  - Разінцев Іван Якимович, полковник (28.06.1941 — 30.06.1941, т.в.о.).
  - Комісаров Костянтин Васильович, генерал-майор (30.06.1941 — 01.07.1941, т.в.о.).
  - Грінберг Віллі Янович, полковник (01.07.1941 — 13.07.1941).
  - Коровніков Іван Терентійович, комдив (14.07.1941 — 25.08.1941).
- Начальник штабу:
  - Калиніченко Петро Іванович, полковник
- Заступник командира з політичної частини:
  - Лебедєв Петро Семенович, бригадний комісар